# Brixia Tour
Pour les articles homonymes, voir Brixia (homonymie).
Le Brixia Tour est une course cycliste par étapes italienne disputée autour de la ville de Brescia en Lombardie. Créée en 2001, elle fait partie de l'UCI Europe Tour, dans la catégorie 2.1.

## Palmarès
| Année | Vainqueur          | Deuxième              | Troisième            |
| 2001  | Cadel Evans        | Milan Kadlec          | Raffaele Ferrara     |
| 2002  | Igor Astarloa      | Mirko Celestino       | Gianluca Valoti      |
| 2003  | Martin Derganc     | Francesco Casagrande  | Mirko Celestino      |
| 2004  | Danilo Di Luca     | Paolo Tiralongo       | Massimiliano Gentili |
| 2005  | Emanuele Sella     | Davide Rebellin       | Pedro Arreitunandia  |
| 2006  | Davide Rebellin    | Marco Marzano         | Ruslan Pidgornyy     |
| 2007  | Davide Rebellin    | Santo Anzà            | Matteo Carrara       |
| 2008  | Santo Anzà         | Francesco Masciarelli | Eddy Ratti           |
| 2009  | Giampaolo Caruso   | Domenico Pozzovivo    | Non attribué         |
| 2010  | Domenico Pozzovivo | Morris Possoni        | Daniel Martin        |
| 2011  | Fortunato Baliani  | Domenico Pozzovivo    | Diego Ulissi         |